# Scopula flava
Scopula flava là một loài bướm đêm trong họ Geometridae.